# Wahlstedt
Wahlstedt — miasto w północnych Niemczech, w kraju związkowym Szlezwik-Holsztyn, w powiecie Segeberg. Liczy ok. 9,4 tys. mieszkańców.

## Współpraca zagraniczna
- Bjerringbro, Dania
- Nore og Uvdal, Norwegia